# Réforme bénédictine anglaise
Vous lisez un « bon article » labellisé en 2019.

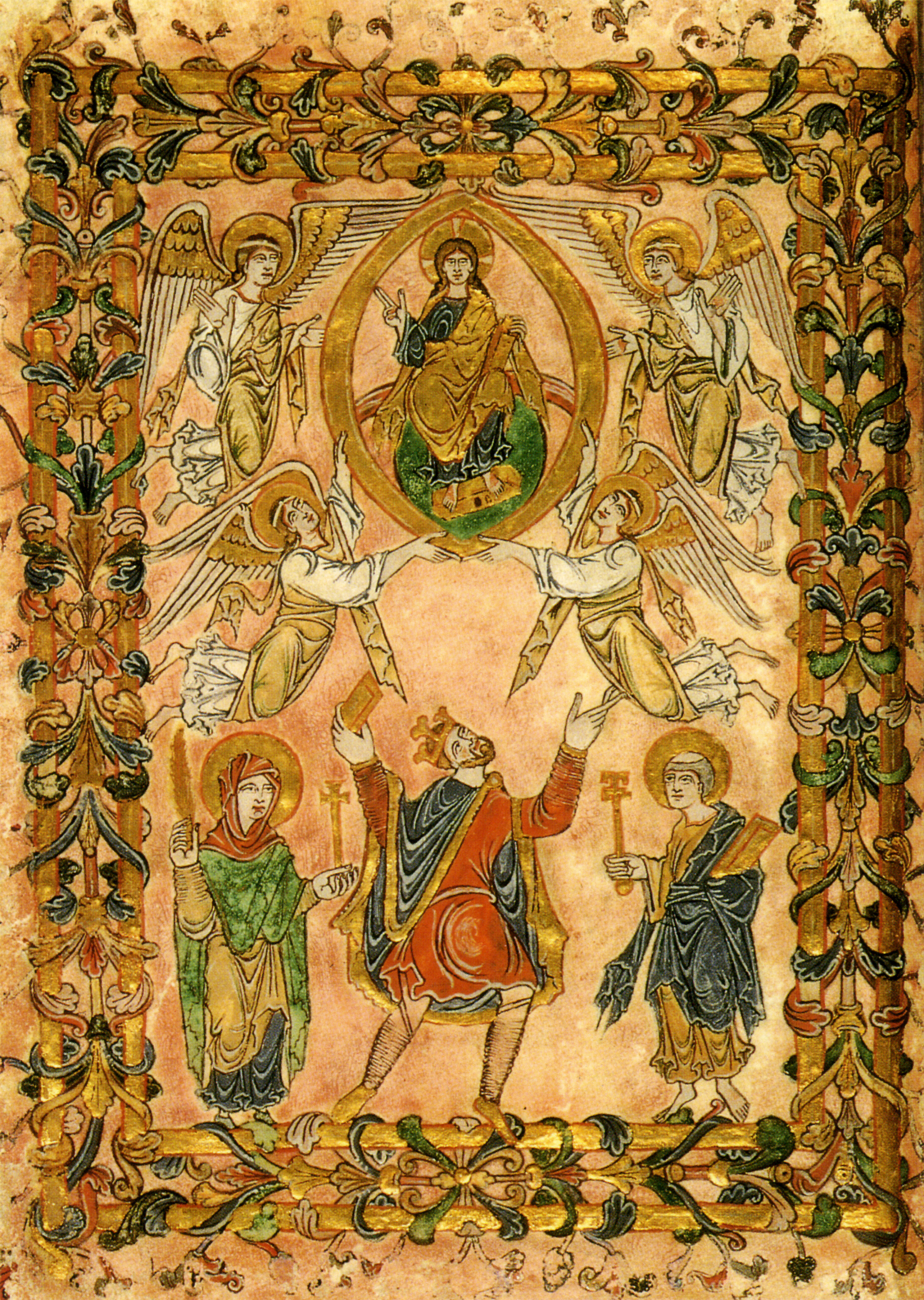
Le frontispice de la charte de 966 par laquelle le roi Edgar réforme le monastère du New Minster, à Winchester (MS Cotton Vespasian A.viii, British Library), représente le roi entouré de Pierre et Marie aux pieds d'un Christ en gloire.

La réforme bénédictine ou réforme monastique est un mouvement religieux et intellectuel que connaît le royaume d'Angleterre dans la seconde moitié du Xe siècle. Très inspirée de la réforme clunisienne qui se développe sur le continent à la même période, elle cherche à remplacer le clergé séculier, souvent constitué d'hommes mariés, par des moines tenus au célibat et au respect de la règle de saint Benoît. Les chefs de file de cette réforme sont les prélats Dunstan de Cantorbéry, Oswald de Worcester et Æthelwold de Winchester, qui occupent les principaux sièges épiscopaux anglais des années 960 à 980.
La majeure partie des monastères fondés en Angleterre aux VIIe et VIIIe siècles sont d'obédience bénédictine, mais le monachisme connaît un net déclin au IXe siècle. Le roi Alfred le Grand prend conscience de ce problème et s'efforce d'y remédier. Le cosmopolitisme de la cour de son petit-fils Æthelstan permet à Dunstan et Æthelwold d'entrer en contact avec des bénédictins venus d'Europe. Le roi Edgar, le neveu d'Æthelstan, partage les objectifs des réformateurs et facilite leurs entreprises, d'autant que la couronne en ressort plus puissante. Le mouvement décline à partir de la fin du Xe siècle, après la mort d'Edgar en 975 et des principaux réformateurs dans les années qui suivent.
Les conséquences de la réforme sur les plans artistique et intellectuel sont importantes. Les ateliers mis en place par Æthelwold se distinguent par la qualité de leurs enluminures, et les monastères réformés produisent de nombreux textes latins en prose et en vers dans le style herméneutique alors en vogue en Angleterre. L'école fondée par Æthelwold à Winchester joue un rôle crucial dans l'élaboration d'un standard écrit du vieil anglais, notamment grâce à Ælfric, son élève le plus célèbre.
Les textes médiévaux concernant la réforme sont tous issus du mouvement réformateur ou de ses partisans, qui condamnent fermement le clergé séculier, accusé d'être corrompu et pas à la hauteur de la tâche. Les historiens commencent à remettre en question ce point de vue à la fin du XXe siècle.

## Contexte

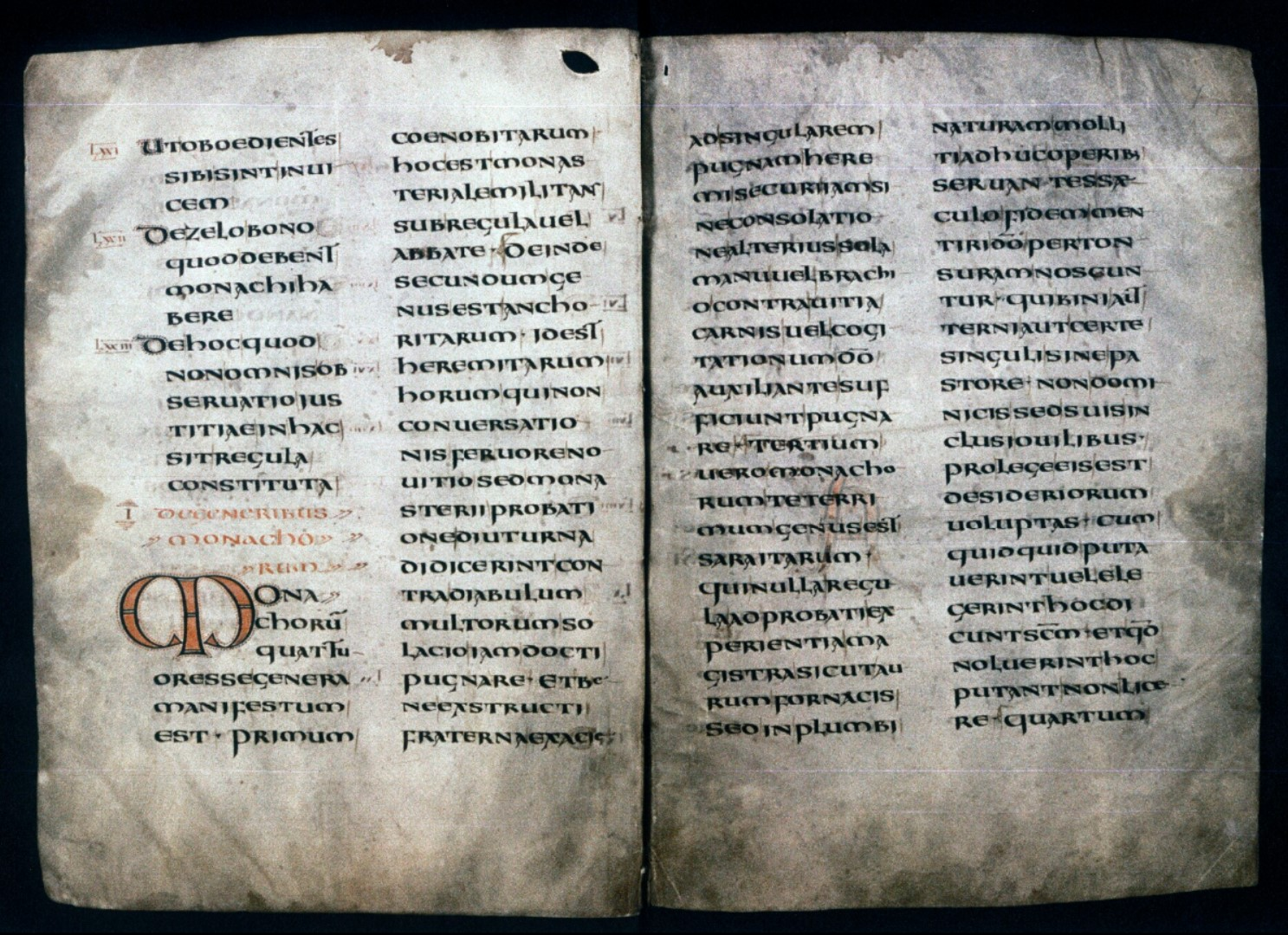
Une copie de la règle de saint Benoît produite à Cantorbéry au (bibliothèque Bodléienne, MS Hatton 48, ff. 6v-7r).

Rédigée par Benoît de Nursie au VIe siècle, la règle de saint Benoît est la règle monastique la plus suivie en Occident durant le haut Moyen Âge. Elle postule que les moines doivent consacrer leur vie à la prière avant tout, ainsi qu'à la lecture des textes sacrés et aux travaux manuels. Ils doivent vivre en communauté (cénobitisme) et obéir à leur abbé. Le système conçu par Benoît de Nursie se caractérise par sa modération et sa prudence.
En Angleterre, un puissant mouvement monastique se développe au VIIe siècle. Il est fondamentalement inspiré par les idées de saint Benoît, au point que l'érudit Aldhelm (mort en 709 ou 710) tient pour acquis que les monastères doivent suivre naturellement la règle bénédictine. Cependant, cet élan initial ne tarde pas à s'étioler. Dès l'an 800, les abbayes pouvant se prévaloir de leur niveau spirituel et intellectuel sont rares, et le IXe siècle voit un net déclin du monachisme et du savoir. Le contexte politique et économique, marqué par les raids vikings, favorise le clergé pastoral au détriment des moines contemplatifs. On observe un transfert progressif des domaines terriens des minsters (églises, monastères et autres communautés religieuses) vers la couronne, qui s'accélère à partir de 850, au point que les polémistes du Xe siècle blâment davantage les rois anglo-saxons et leur aristocratie que les Vikings pour l'appauvrissement de l'Église.
Le monachisme et le savoir connaissent un renouveau à partir du règne d'Alfred le Grand (871-899) qui se poursuit sous son petit-fils Æthelstan (924-939). Néanmoins, jusqu'au règne d'Edgar (959-975), le monachisme bénédictin n'est pas considéré comme la seule vie religieuse acceptable. En 944, les moines de l'abbaye Saint-Bertin de Saint-Omer qui fuient la réforme imposée par Gérard de Brogne se réfugient auprès du roi Edmond (939-946), qui leur permet de s'installer à l'abbaye de Bath,. La frontière entre clergé séculier et régulier est parfois floue à cette époque, avec des exemples de communautés monastiques chargées d'un rôle pastoral et, à l'inverse, d'établissements séculiers abritant un clergé obéissant à une règle monastique.

## Prémices

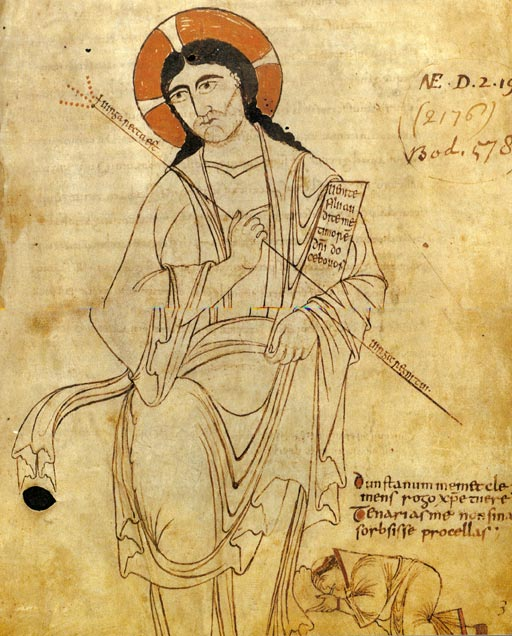
Ce portrait de Dunstan à genoux devant le Christ (bibliothèque Bodléienne, MS Auct. F. 4. 32, f. 1r) est vraisemblablement un autoportrait de l'archevêque.

En Europe continentale, le mouvement réformateur bénédictin débute avec la fondation de l'abbaye de Cluny, en 909 ou 910, mais son influence reste limitée à la Bourgogne. L'Angleterre possède davantage de liens avec l'abbaye de Saint-Benoît-sur-Loire, plus conservatrice, dont le prestige est accru par la possession des reliques de saint Benoît. Les meneurs de la réforme anglaise sont également influencés par les décrets des synodes d'Aix-la-Chapelle (en) de 816-819, qui font de la règle de saint Benoît celle que doivent suivre toutes les communautés monastiques de l'Empire carolingien,. Les relations entre l'Angleterre et le reste de l'Europe, limitées sous les règnes d'Alfred le Grand et de son fils Édouard l'Ancien (899-924), s'intensifient sous celui d'Æthelstan, dont quatre demi-sœurs épousent des nobles francs ou germaniques,. L'importation de manuscrits continentaux influence les arts et le savoir anglais, et les prélats anglais découvrent le mouvement réformateur bénédictin.
Les artisans de la réforme anglaise sont l'archevêque de Cantorbéry Dunstan, l'évêque de Winchester Æthelwold et l'archevêque d'York Oswald. Dunstan et Æthelwold atteignent l'âge adulte dans les années 930 à la cour d'Æthelstan, un environnement cosmopolite et intellectuel où ils rencontrent des moines venus des abbayes réformées d'Europe. Nommé abbé de Glastonbury au début des années 940, Dunstan y est rejoint par Æthelwold, et les deux hommes consacrent les années qui suivent à l'étude des textes bénédictins. Glastonbury devient ainsi le premier foyer de la réforme bénédictine anglaise. Le texte de la règle de saint Benoît est traduit en vieil anglais vers cette période, probablement par Æthelwold ; il s'agit de la seule traduction connue de ce texte dans une langue vernaculaire du haut Moyen Âge. Vers 954, Æthelwold exprime le souhait de se rendre en Europe pour y étudier la réforme par lui-même, mais le roi Eadred (946-955) refuse de le laisser partir et le nomme abbé d'Abingdon à la place. Ce monastère devient ainsi le second foyer de la réforme,,. Quelques années plus tard, Dunstan est chassé d'Angleterre par le roi Eadwig (955-959). Il consacre ses années d'exil à l'observation des pratiques bénédictines à l'abbaye Saint-Pierre de Gand. Æthelwold semble quant à lui avoir entretenu de bonnes relations avec Eadwig, signe que les réformateurs ne forment pas un camp politique uniforme. Le troisième grand réformateur anglais, Oswald, est le neveu de l'archevêque Oda de Cantorbéry (941-958). Entré à l'abbaye de Fleury grâce à son oncle, il y est ordonné et y passe la majeure partie des années 950.

## La réforme et la couronne

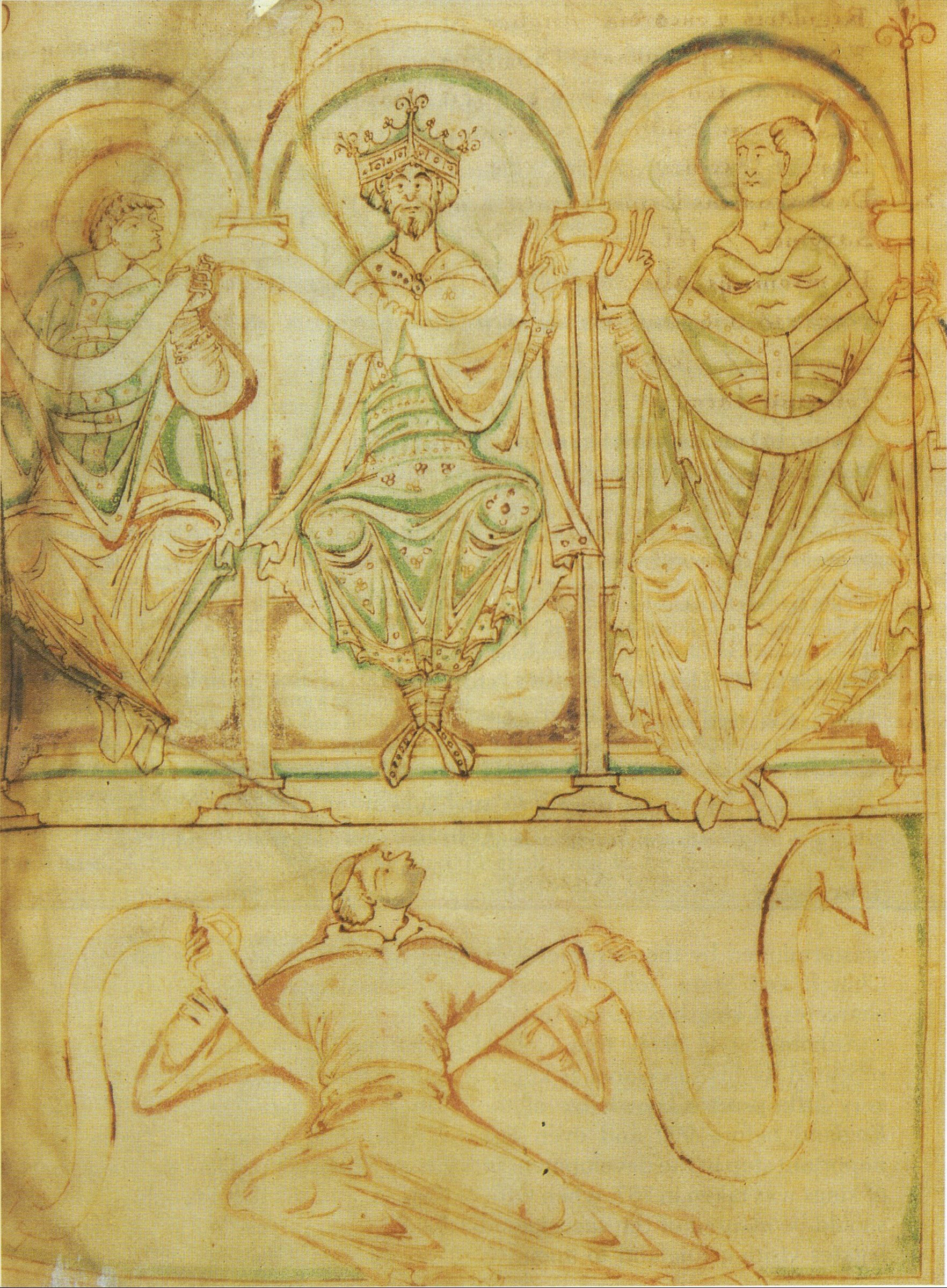
Enluminure d'un manuscrit du XIe siècle de la Regularis concordia (British Library, MS Cotton Tiberius A iii, f. 2v) représentant le roi Edgar assis entre Æthelwold et Dunstan.

Dans certaines régions d'Europe où le pouvoir politique est faible, comme à Cluny en Bourgogne, les abbés recherchent la protection du pape. À l'inverse, en Flandre, ils entretiennent des liens étroits avec les souverains locaux. C'est également le cas en Angleterre, où la famille royale joue un rôle crucial dans la propagation de la réforme,. Edgar, le premier roi anglais qui la soutienne fermement, monte sur le trône en 959. Il encourage l'imposition de la règle bénédictine dans plusieurs minsters en y faisant transférer des moines de Glastonbury, Abingdon et Westbury on Trym (une abbaye réformée par Oswald). Les monastères réformés sont rarement des créations ex nihilo, même si quelques couvents sont fondés dans le Wiltshire et le Hampshire.
En 963, Edgar nomme évêque de Winchester son ancien tuteur Æthelwold. Son influence sur le roi est déterminante pour le succès de la réforme. Sous le règne d'Edgar, les évêques nommés par le roi sont en majorité des moines,. Grâce à son soutien et à celui du pape, Æthelwold est rapidement capable de chasser le clergé séculier qui occupe les deux monastères de Winchester, l'Old Minster et le New Minster, pour le remplacer par des moines. Les clercs séculiers et leurs partisans possèdent une certaine influence dans la région, si bien que le roi doit avoir recours à la force pour confisquer leurs bénéfices,. Jusqu'en 975, la réforme touche une trentaine de monastères et sept ou huit couvents, tous situés dans le Wessex ou dans les propriétés d'Æthelwold et Oswald dans les Midlands, ce qui ne représente néanmoins qu'environ 10 % des établissements religieux d'Angleterre. Certains monastères réformés comptent parmi les plus riches du royaume (au point de rivaliser avec les plus grands barons dans le Domesday Book, établi à la fin du XIe siècle), mais d'autres monastères non réformés continuent eux aussi à prospérer jusqu'au XIe siècle, comme ceux de Chester-le-Street et Bury St Edmunds, quand bien même la propagande réformatrice, issue en majeure partie du cercle d'Æthelwold, affirme que l'Église anglaise est transfigurée.
Les différentes interprétations de la règle bénédictine qui ont cours dans le royaume préoccupent Edgar, qui souhaite imposer des normes uniques pour éviter les dissensions. Vers 970, un concile organisé à Winchester adopte un document crucial, la Regularis concordia. Rédigé par Æthelwold, qui sollicite l'aide des abbayes de Gand et de Fleury, ce texte a pour objectif principal d'uniformiser la messe en synthétisant les meilleures pratiques anglaises et continentales. Les pratiques de l'abbaye de Fleury, elles-mêmes inspirées de la liturgie anglaise, constituent la principale influence de la Regularis concordia,.
Après la conquête du Danelaw par les rois du Wessex, l'imposition d'une règle bénédictine uniforme à tous les monastères contribue à l'unification idéologique du jeune royaume d'Angleterre et renforce le prestige de la royauté. Contrairement aux ealdormen, les moines dépendent étroitement de l'autorité royale et constituent un contrepoids utile aux grandes familles nobles à l'échelon local. La Regularis concordia impose la lecture de psaumes pour le roi et la reine plusieurs fois par jour et indique que le consentement royal est obligatoire pour l'élection des abbés. Afin de renforcer le caractère chrétien de la royauté, les réformateurs rehaussent le statut des reines : la dernière femme d'Edgar, Ælfthryth, est ainsi la première femme d'un roi de la maison de Wessex à apparaître régulièrement sur les chartes avec le titre de regina.

## La réforme et la noblesse
Les membres de la noblesse font des dons aux monastères (réformés ou non) pour des raisons religieuses : ils considèrent que le salut de leur âme passe par le financement de saints hommes qui doivent prier pour eux en échange, les aidant ainsi à expier leurs péchés. Ces dons contribuent au prestige du donataire comme à celui du donateur, qui obtient parfois le droit d'être inhumé dans le monastère qui a bénéficié de sa générosité. Certains aristocrates fondent des communautés religieuses, comme l'abbaye de Ramsey, fondée en 969 par l'ealdorman d'Est-Anglie Æthelwine, qui lui fait par la suite de nombreux dons et y supervise la translation des reliques des princes martyrs Æthelred et Æthelberht. De la même manière, l'eadorman d'Essex Byrhtnoth offre à l'abbaye d'Ely « trente mancus d'or, vingt livres d'argent, deux croix en or, deux voiles de dentelles contenant des objets précieux en or et en pierres précieuses, et deux gants fins ». Après sa mort à la bataille de Maldon, en 991, sa veuve Ælfflæd offre encore à Ely une grande tapisserie représentant les victoires de son défunt mari et un torque en or. D'après le Liber Eliensis, quatorze autres églises ont bénéficié de la générosité de Byrhtnoth.
Les nobles choisissent les bénéficiaires de leurs dons en fonction de leurs réseaux sociaux. Ils favorisent les abbayes ayant déjà reçu des dons d'autres membres de leur famille ou de leurs alliés et s'efforcent au contraire de spolier celles qui sont associées à leurs adversaires politiques. La rivalité entre les ealdormen Æthelwine d'Est-Anglie et Ælfhere de Mercie se reflète ainsi dans leurs relations avec les monastères du royaume : Ælfhere confisque des terres appartenant à l'abbaye de Ramsey, fondée par Æthelwine, tandis que ce dernier s'empare de terres appartenant à l'abbaye d'Ely, un établissement lié à l'évêque Æthelwold, un allié d'Ælfhere. L'importance de la famille comme unité sociale de base est également perceptible dans le comportement des moines et des prélats : Oswald profite ainsi de sa position pour accorder des bénéfices aux membres de sa famille, au mépris des règles établies par les synodes du IXe siècle,. Étant tous issus de l'aristocratie, les trois principaux réformateurs peuvent s'appuyer sur leur réseau familial pour promouvoir leurs idées. Les historiens Janet Pope et Patrick Wormald considèrent qu'il s'agit d'une raison majeure du succès de la réforme, davantage même que le soutien du roi ou du pape,.

## L'œuvre des réformateurs

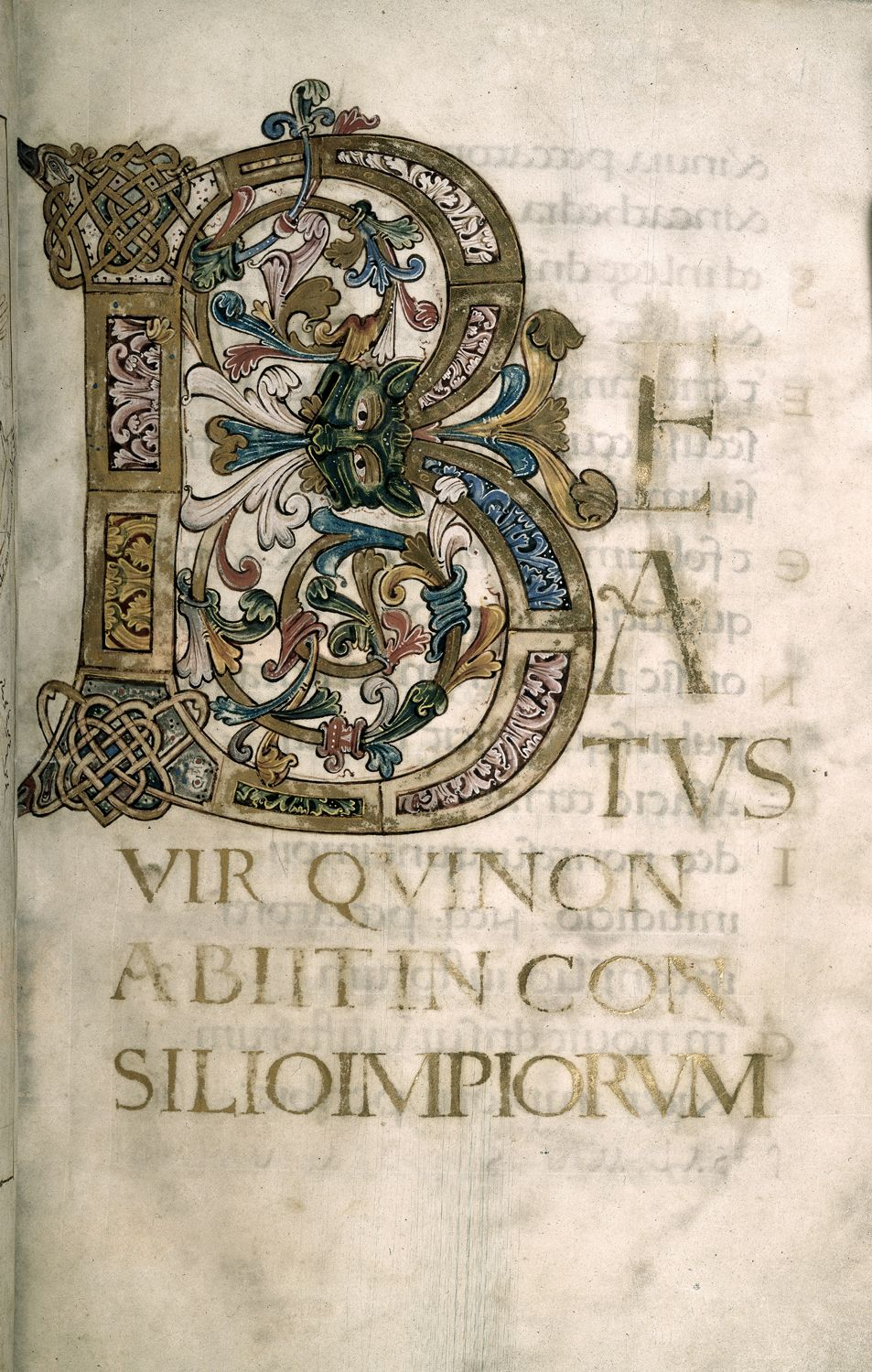
Une page du Psautier de Ramsey (British Library, MS Harley 2904, f. 3v), un manuscrit probablement réalisé pour l'évêque Oswald dans le dernier quart du Xe siècle.

L'historien Nicholas Brooks décrit l'archevêque Dunstan comme « le plus apprécié et le plus compétent des individus qu'ait produit l'Angleterre au dixième siècle ». Il observe que son exemple « contribue à inspirer un transfert massif de ressources terriennes de l'aristocratie séculière vers l'aristocratie religieuse et rend possible un renouveau des standards dans les domaines de l'éducation, de la religion, de la pastoralité et de la culture qui donne un caractère clairement monastique à l'église anglaise et à sa hiérarchie à la fin du Xe siècle. » Brooks reconnaît néanmoins qu'il est difficile de lui attribuer des contributions concrètes à la réforme,. L'historienne Nicola Robertson remet en question son importance réelle, au point de se demander non pas si sa mise en valeur est une fiction, mais seulement si cette fiction date du Xe ou bien du XIIe siècle.
Æthelwold réforme plusieurs abbayes dans son diocèse de Winchester et contribue également à la refondation de monastères dans l'est de l'Angleterre, à Medeshamstede (Peterborough), Ely, Thorney et St Neots. Il s'agit pour la plupart de monastères fondés au VIIe siècle, mais devenus par la suite des communautés de clercs séculiers ou transférés à des propriétaires laïcs, si bien qu'Æthelwold peut se présenter comme le simple restaurateur de leur statut originel. Il réforme également des couvents avec l'aide de la reine Ælfthryth. Non content de restaurer l'Église dans son état antérieur, il s'efforce également d'améliorer sa situation en inventant des histoires fantaisistes à ses abbayes. Principal promoteur du mouvement, il est l'auteur de tous les principaux textes favorables à la réforme datant du règne d'Edgar.
D'après John Blair, le but fondamental du mouvement réformateur est de « mettre en place et propager des standards élevés en termes de liturgie, de spiritualité et de pastoralité », aussi bien en Angleterre que dans le reste de l'Europe. Sur le continent, les chapitres des cathédrales sont composés de chanoines séculiers, les moines ne se trouvant que dans les monastères. Æthelwold rejette cette distinction : en chassant les clercs de la cathédrale de Winchester (l'Old Minster) et du New Minster, il introduit une nouveauté qui ne se retrouve que dans la réforme anglaise. Dunstan et Oswald hésitent à lui emboîter le pas, probablement parce que leur expérience de la vie en Europe (dont ne dispose pas Æthelwold) leur a permis de comprendre les pratiques continentales. Ils préfèrent sans doute aussi une approche graduée aux méthodes brutales d'Æthelwold. Lorsque Oswald installe des moines à la cathédrale de Worcester, c'est dans une église construite à leur intention, et il ne renvoie pas les clercs, qui sont éduqués dans la même salle de classe que les moines. Quant à Cantorbéry, ce n'est qu'après la mort de Dunstan que son chapitre est entièrement composé de moines,,. Æthelwold est particulièrement préoccupé par le rétablissement des pratiques anciennes (ou ce qu'il croit être des pratiques anciennes), en particulier l'injonction du pape Grégoire le Grand à Augustin de Cantorbéry, rapportée par Bède le Vénérable dans le Libellus responsionum, selon laquelle Augustin doit continuer à vivre comme un moine après être devenu évêque. John Blair estime que les institutions religieuses d'une certaine taille ne peuvent pas fonctionner sans prêtres capables d'assurer les fonctions pastorales et souligne l'étrange rejet par Æthelwold de toute forme de vie religieuse qui ne soit pas monastique,.
Le premier biographe de Dunstan, qui n'est connu que par son initiale « B. », est un clerc séculier ayant quitté Glastonbury pour Liège vers 960. À partir de 980, il tente en vain de se placer sous la protection de grands prélats anglais, mais les réformateurs n'ont aucune raison d'apporter leur soutien à un chanoine séculier vivant outre-mer. Faute d'érudits compétents dans ses rangs, le clergé séculier ne peut se défendre contre les attaques des réformateurs, et il ne subsiste aucun texte qui réfute les violentes accusations de paresse, de lascivité et de méchanceté lancées par Æthelwold. Les grands chroniqueurs du XIIe siècle Guillaume de Malmesbury et Jean de Worcester sont eux-mêmes des bénédictins et tendent à approuver, voire renforcer l'image négative du clergé séculier laissée par leurs prédécesseurs. Les pratiques religieuses variées qui avaient cours en Angleterre sont ainsi présentées de manière uniforme par un petit groupe de réformateurs, dont le point de vue est le seul à avoir survécu.

## Saints et reliques

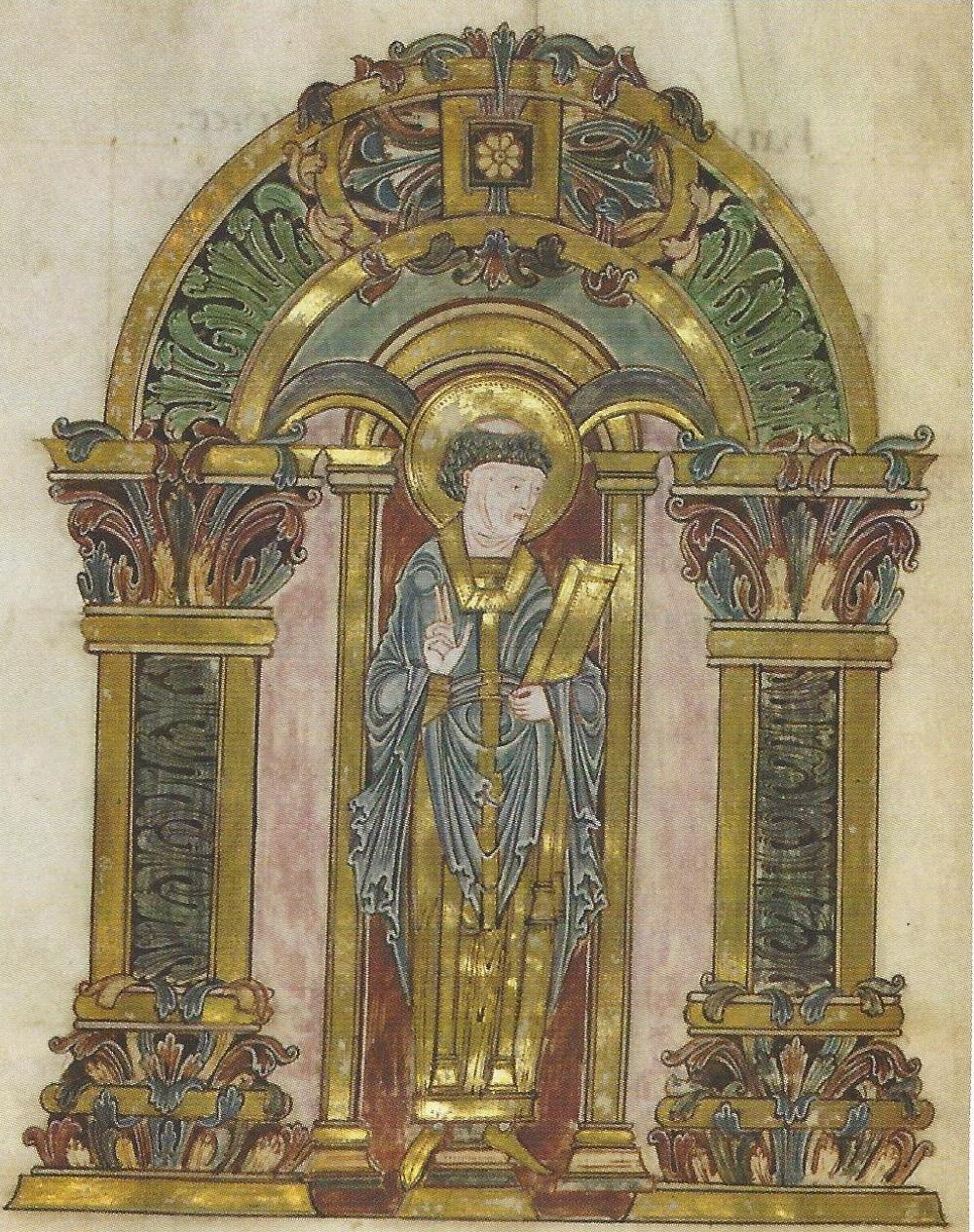
Cette enluminure du Bénédictionnaire de saint Æthelwold (MS Additional 49598, f. 97v) représente Swithun, un évêque de Winchester dont Æthelwold promeut le culte.

Le courant réformateur attache une grande importance aux saints et à leurs reliques, en particulier le rituel de la translation qui consiste à déplacer les reliques d'un saint depuis sa sépulture d'origine vers un lieu plus accessible et prestigieux, afin de rendre son culte plus accessible. Dès le VIIe siècle, les restes de saint Benoît sont transférés du Mont-Cassin à l'abbaye de Fleury. Progressivement ritualisé, ce type de déplacement constitue au Xe siècle une véritable procession et implique le plus souvent la reconstruction de l'église censée accueillir les reliques, avec la construction d'un nouveau sanctuaire. Æthelwold se montre particulièrement actif dans ce domaine. Il promeut le culte de Swithun, un obscur évêque de Winchester du IXe siècle, en faisant transférer ses restes à l'intérieur de l'Old Minster, dans un sanctuaire neuf. D'après les hagiographies, Æthelwold connaît le même sort après sa mort, en 984 : sa tombe est négligée jusqu'à ce qu'il apparaisse dans une vision pour exiger le déplacement de ses restes. Son successeur Ælfheah obtempère, et le chœur construit pour accueillir sa dépouille est bientôt le théâtre de miracles,.
Les reliques ont également une importance plus matérielle. Lorsqu'une église est bénéficiaire d'une donation de terres ou d'argent, c'est souvent son saint principal, qui joue le rôle de protecteur et de chef spirituel de la communauté, qui en est décrit comme le donataire. Ainsi, pour peu que ses reliques soient transférées ailleurs (dans un monastère réformé, par exemple), il est possible de défendre l'idée que les donations doivent suivre le même chemin et être transférées au nouveau sanctuaire. C'est une raison supplémentaire de se livrer au vol de reliques, à l'image du véritable « raid » organisé par les moines d'Ely à Dereham en 974 pour s'emparer des reliques de sainte Wihtburh. Il s'agit vraisemblablement pour Ely de s'assurer la possession des domaines appartenant à l'église de Dereham, dont ils viennent de faire l'acquisition.
Des trois principaux réformateurs, Æthelwold est de loin le plus actif dans ce domaine. Oswald participe à la promotion de cultes de saints, mais il ne semble pas s'être servi de leurs reliques pour capter les biens de communautés séculières et Dunstan ne témoigne d'aucun intérêt pour les reliques.

## La réaction et le déclin
Après la mort d'Edgar, en 975, la succession est disputée entre ses deux fils Édouard et Æthelred. Les nobles ayant perdu le contrôle de terres ou d'abbayes à cause de la réforme en profitent pour reprendre leurs biens, dans ce qui est qualifié de « réaction anti-monastique » par certains historiens. L'ealdorman Ælfhere joue un rôle de meneur dans cette réaction contre les défenseurs des abbayes réformées comme les ealdormen Æthelwine et Byrhtnoth. D'après Byrhtferth de Ramsey, « les moines étaient frappés de terreur, le peuple tremblait ; les clercs étaient pleins de joie, car leur heure avait sonné. Les abbés furent chassés avec leurs moines, des clercs installés avec leurs femmes, et l'erreur fut pire qu'auparavant »,.
Cependant, l'historienne Ann Williams considère que le principal motif d'Ælfhere n'est pas son opposition à la réforme, mais plutôt sa rivalité de longue date avec Æthelwine. Elle souligne également que la rapidité avec laquelle les abbayes réformées ont gagné en richesse et en puissance dans les années 960 et 970 ne peut qu'inquiéter l'aristocratie laïque, et si Æthelwine n'est pas accusé d'activités anti-monastiques malgré son comportement à l'égard de l'abbaye d'Ely, c'est peut-être simplement en raison de son amitié avec Oswald.
Bien que la « réaction » ne soit qu'un mouvement éphémère, les abbayes réformées connaissent par la suite un long déclin. À partir des années 980, elles sont durement touchées par le renouveau des raids vikings et une forte imposition,. L'Église du XIe siècle ne connaît aucun chef d'une carrure comparable à celle des trois grands meneurs de la réforme monastique (Æthelwold meurt en 984, Dunstan en 988 et Oswald en 992) et le rôle des moines dans la vie politique et religieuse anglaise décline. Les nouvelles fondations d'importance sont rares, à l'exception de Bury St Edmunds où une communauté bénédictine remplace des clercs au début du siècle. Quelques abbayes sont fondées par l'aristocratie laïque, la dernière étant l'abbaye de Coventry fondée par le comte Leofric de Mercie et sa femme Godgifu en 1045. Le quasi-monopole des moines sur les évêchés disparaît, en partie parce que le roi Édouard le Confesseur, élevé outre-mer, préfère nommer des clercs étrangers, mais surtout parce que le développement de l'administration royale nécessite un personnel permanent en la personne de prêtres royaux séculiers, qui sont récompensés de leurs bons offices par des nominations épiscopales. L'influence centralisatrice de la Regularis concordia diminue après la mort des fondateurs du mouvement : les variations locales sont de plus en plus courantes au XIe siècle, et les liens entre abbayes, de plus en plus ténus.
En revanche, l'enthousiasme pour les reliques perdure, tout comme le prestige qu'elles confèrent aux abbayes qui les abritent. C'est entre la réforme bénédictine et la conquête normande de l'Angleterre que les monastères anglais bénéficient des dons de terres les plus spectaculaires de tout le Moyen Âge ; les abbayes réformées accumulent ainsi un patrimoine exceptionnel qu'elles conservent après la conquête. Le prestige et la richesse des abbayes fondées avant 1066 sont supérieurs à ceux des abbayes fondées par la suite,.

## Postérité

### Arts visuels

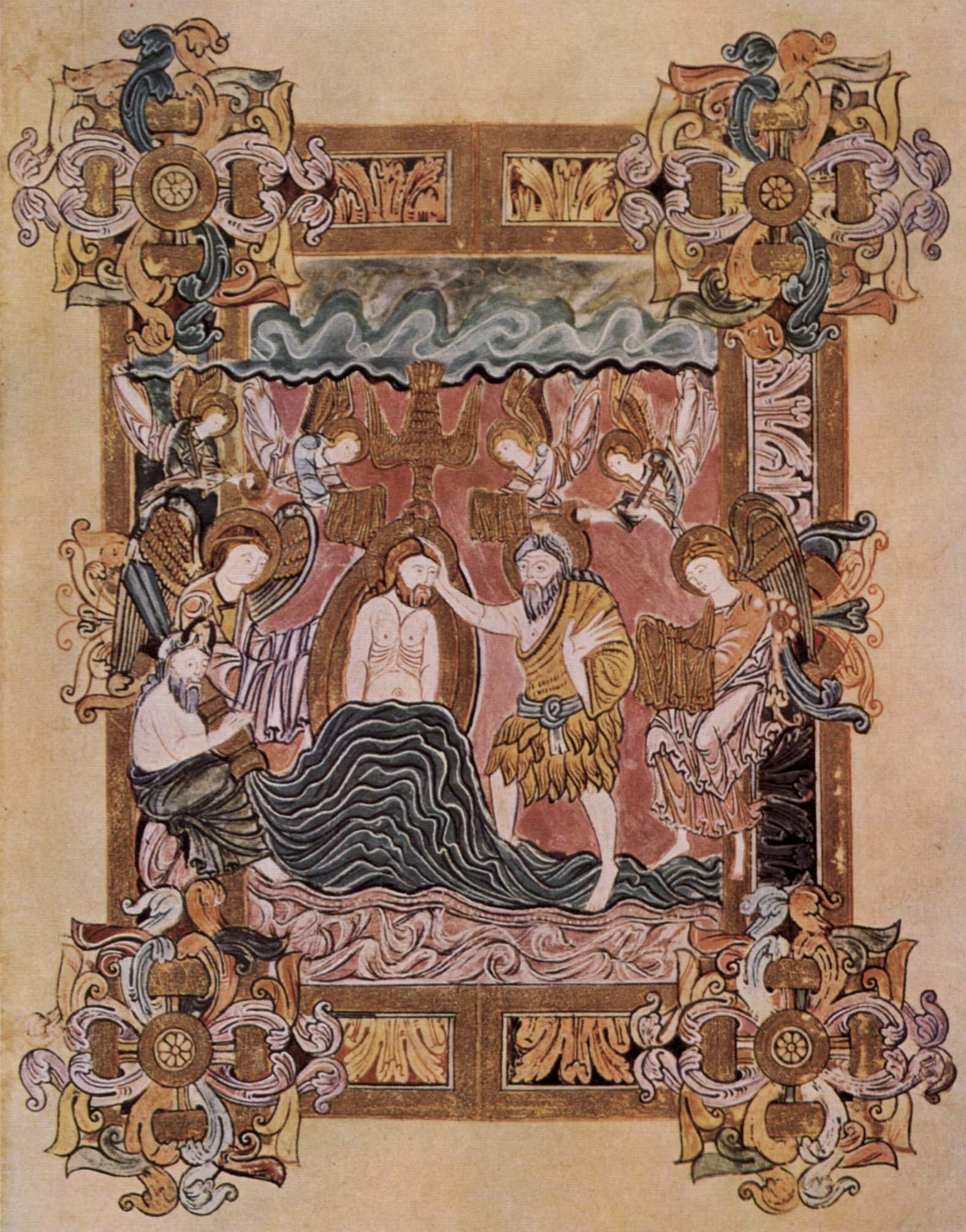
Enluminure du baptême du Christ dans le Bénédictionnaire de saint Æthelwold (MS Additional 49598, f. 25r).

La réforme monastique s'accompagne d'un renouveau des arts, de la culture et de la littérature. L'école fondée par Æthelwold à Winchester en constitue l'un des centres. Le style herméneutique, une forme de latin particulièrement complexe, y est développé et devient l'une des marques de fabrique des textes de la réforme, dont la Regularis concordia,. Dans le domaine musical, Æthelwold envoie des moines étudier le chant liturgique aux abbayes de Fleury et de Corbie. Les tropaires de Winchester, qui compilent des pièces musicales composées en Angleterre et sur le continent, sont en partie rédigés en style herméneutique.
Durant cette période, les arts visuels s'imprègnent d'influences continentales tout en développant des éléments anglais préexistants, donnant naissance à un style caractéristique dit « de Winchester », bien qu'il soit également attesté dans d'autres endroits,. Si la fondation de nouveaux monastères diminue au XIe siècle, les arts continuent à prospérer dans ceux qui existent et qui ne cessent de s'enrichir. Ces abbayes produisent de nombreux manuscrits richement enluminés, avec des bordures exubérantes en feuille d'acanthe,. Le Bénédictionnaire de saint Æthelwold, réalisé à Winchester, probablement dans les années 970, en est l'exemple le plus emblématique. Les ateliers d'art fondés du vivant d'Æthelwold restent influents après sa mort, aussi bien sur l'Angleterre que sur le reste de l'Europe.
Outre ces enluminures élaborées, une forme de dessin purement anglaise se développe : des dessins au trait noir, aux contours parfois rehaussés de couleurs à l'encre ou à l'aquarelle. Il s'inspire en partie d'un style continental dont témoigne notamment le Psautier d'Utrecht, un manuscrit carolingien dont la présence est attestée à Cantorbéry à partir des alentours de l'an 1000, dans lequel chaque psaume est illustré d'un dessin à l'encre noire figurant de nombreux petits personnages,. Une copie en est réalisée à Cantorbéry, probablement dans les années 1020. Ce Psautier Harley se distingue de l'original notamment par l'ajout de couleurs dans les illustrations,,. Parmi les moines qui s'élèvent à de hautes positions, beaucoup sont des artistes, comme Dunstan. Le plus ancien dessin au trait conservé, un portrait de Dunstan à genoux devant le Christ, pourrait être un autoportrait réalisé avant son exil en 956,,. Un autre « style de Winchester » se caractérise par des drapés détaillés, parfois utilisés à outrance, mais qui donnent de la vivacité aux personnages,. Le dessin au trait reste un élément fondamental de l'art anglais pendant des siècles, comme en témoignent le Psautier d'Eadwine (années 1150) et les travaux du moine Matthieu Paris (mort en 1259) et de ses élèves.

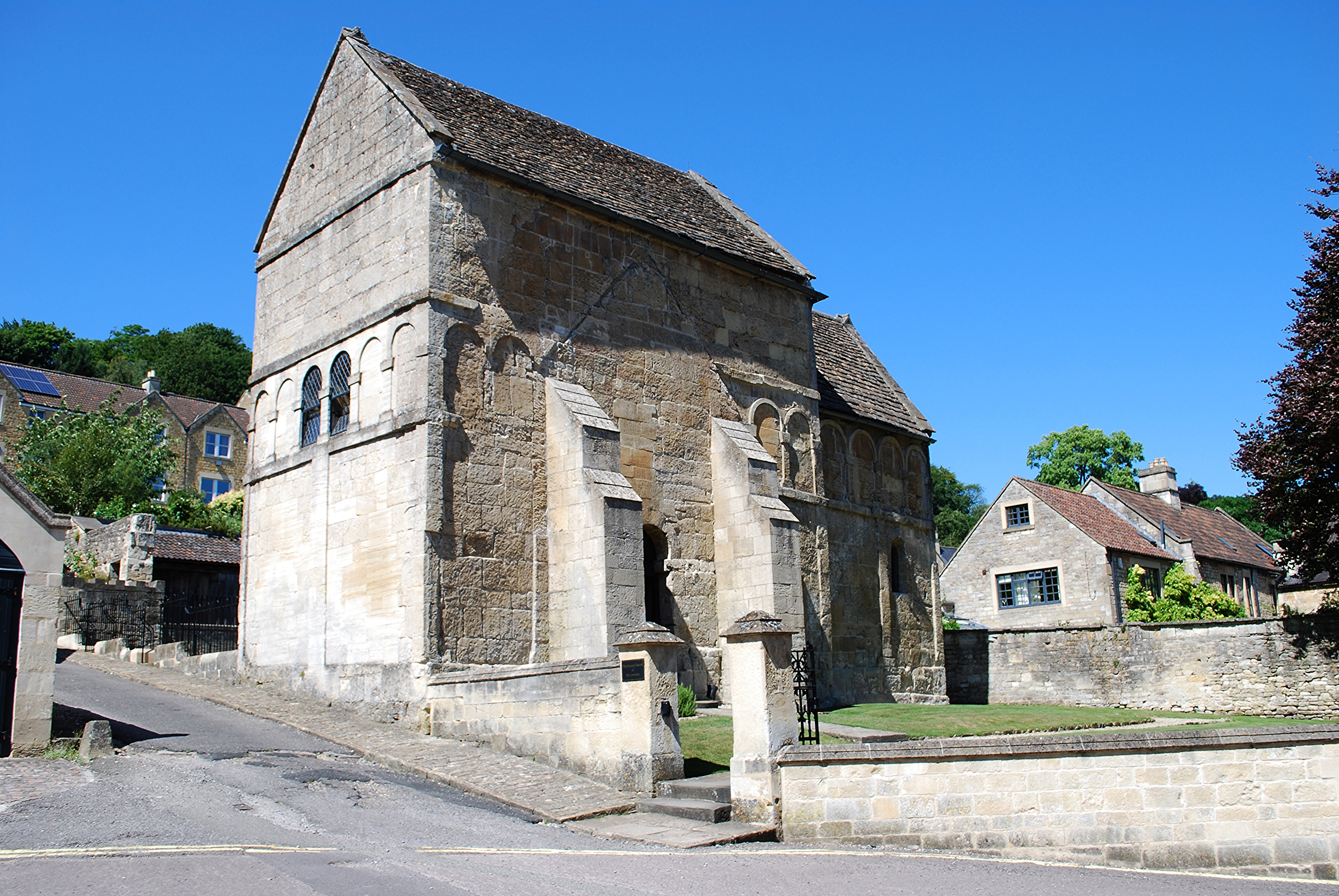
L'église Saint-Laurent de Bradford-on-Avon.

Il ne subsiste que très peu de traces architecturales de la réforme. L'église Saint-Laurent de Bradford-on-Avon, dans le Wiltshire, semble constituer un exemple unique d'église abbatiale presque intacte de cette période, avec des anges en relief qui faisaient sans doute partie à l'origine d'un groupe sculpté de la Crucifixion,. En règle générale, les sources contemporaines parlent peu de l'architecture des églises et décrivent davantage les objets précieux qui y sont conservés, qu'il s'agisse d'orfèvrerie, de broderies ou autres dons effectués par les élites du pays. Parmi ces objets, ceux qui ont survécu se trouvent pour la plupart hors d'Angleterre, comme les croix-reliquaires de la cathédrale Saints-Michel-et-Gudule de Bruxelles ou celle du Victoria and Albert Museum, passée en Allemagne.

### Langue et littérature
Les réformateurs reprennent la traduction de textes latins en vieil anglais, dans la continuité du programme de traduction du roi Alfred le Grand à la fin du IXe siècle. L'école d'Æthelwold à Winchester vise à établir un standard d'écriture unique pour la langue ouest-saxonne, un projet dont Æthelwold est probablement à l'origine. Son élève le plus réputé, Ælfric, qui devient abbé d'Eynsham en 1005, cherche à écrire dans une langue dont la grammaire et le vocabulaire sont cohérents,. Ælfric partage les idéaux monastiques et la soif de savoir du mouvement réformateur, ainsi que ses relations étroites avec les élites laïques. Il est l'auteur de deux séries de quarante homélies, d'hagiographies, d'une grammaire latine en anglais et d'un colloquium (dialogues bilingues à visée éducative). Il est considéré comme faisant autorité sur les pratiques ecclésiastiques et le droit canonique longtemps après sa mort : l'archevêque de Cantorbéry Matthew Parker reprend ses arguments pour défendre le protestantisme au XVIe siècle, et sa vision de l'eucharistie continue à être citée dans les débats théologiques jusqu'au XIXe siècle.
Les réformateurs s'intéressent davantage à la prose qu'à la poésie. C'est pourtant à cette époque, entre la fin du Xe siècle et le début du XIe siècle, que sont produits les quatre grands manuscrits de la poésie vieil-anglaise : le codex Nowell, le Livre d'Exeter, le Livre de Verceil et le manuscrit Junius. Les poèmes qu'ils contiennent ne peuvent être datés avec précision, mais la plupart sont vraisemblablement bien plus anciens que les manuscrits eux-mêmes. C'est sans doute l'intérêt des bénédictins pour les textes en langue vernaculaire qui a donné lieu à la compilation de ces quatre manuscrits. Une part importante de la littérature vieil-anglaise connue est l'œuvre de participants de la réforme bénédictine, rédigée dans le vieil anglais standard dont ils favorisent l'usage.

## Historiographie
Dès les années qui suivent la conquête normande de l'Angleterre, les nouveaux chefs de l'Église anglaise, venus d'Europe continentale, s'efforcent de la justifier en dressant un portrait négatif de la situation de leur Église avant 1066. Lanfranc, qui devient archevêque de Cantorbéry en 1070, se désintéresse des saints anglo-saxons et ses Constitutiones pour le monastère Christ Church de Cantorbéry ne présentent aucune dette vis-à-vis de la Regularis concordia. Cependant, les moines anglo-normands reprennent rapidement la tradition hagiographique anglo-saxonne à leur propre compte et le culte des saints anglo-saxons reprend. Les abbayes défendent leurs possessions et leurs privilèges en s'appuyant sur les chartes anglo-saxonnes, quitte à en forger certaines en cas de besoin. Eadmer et Guillaume de Malmesbury, deux chroniqueurs de la première génération postérieure à la conquête, voient l'histoire ecclésiastique anglaise comme une succession de hauts et de bas : un apogée northumbrien peu après la conversion, suivi d'une période de déclin qui est stoppée par la réforme bénédictine, à laquelle succède une nouvelle période de déclin qui trouve son nadir à la veille de la conquête normande. Cette vision des choses, qui définit comme périodes d'excellence monastique la réforme du Xe siècle et les années qui suivent la conquête, est propre à satisfaire à la fois les Normands et les Anglo-Saxons. Néanmoins, l'historienne Antonia Grandsen souligne que les périodes de prétendu déclin ne sont pas dépourvues de mérites.
Les manuels d'histoire considèrent traditionnellement la réforme bénédictine comme l'événement majeur de cette période, au détriment des périodes qui la précèdent et qui la suivent. Dans la mesure où les principales sources concernant la réforme sont les hagiographies de Dunstan, Oswald et Æthelwold, il existe un risque d'exagérer leur rôle et d'ignorer celui qu'ont pu jouer des individus plus obscurs. Un autre risque serait de se concentrer sur les abbayes réformées et de négliger celles qui ne l'ont pas été. L'image positive de la réforme, qui est principalement le fruit des textes produits par Æthelwold et son cercle, se perpétue longtemps dans les travaux des historiens modernes, y compris ses biais en faveur du centre contre la périphérie et des idéaux de la réforme contre les besoins concrets de la vie religieuse. Une nouvelle vision des choses émerge au XXIe siècle : les affirmations des réformateurs sont remises en question et le rôle des clercs et des églises locales réévalué,.
Les historiens contemporains estiment que les institutions cléricales comme Winchester et Cantorbéry connaissent une activité florissante dès le milieu du Xe siècle dans les domaines religieux et artistique. D'après Simon Keynes, les réformateurs ont pu s'appuyer sur les ressources d'une Église ayant déjà connu un premier essor au cours de la première moitié du siècle. Marco Mostert souligne que la littérature est tout aussi florissante dans les abbayes non réformées que dans celles qui le sont et suggère que « le mouvement de réforme monastique s'est enorgueilli de succès préexistants ».